# Thecosemidalis yangi
Thecosemidalis yangi är en insektsart som beskrevs av Liu 1995. Thecosemidalis yangi ingår i släktet Thecosemidalis och familjen vaxsländor. Inga underarter finns listade i Catalogue of Life.